# Oxtongue River
Oxtongue River är ett vattendrag i provinsen i Ontario i Kanada. Den har sin källa i Canoe Lake i Algonquins provinspark, rinner igenom Tea Lake och Oxtongue Lake samt mynnar i Lake of Bays. Ovanför Canoe Lake kallas den Little Oxtongue River vars källa är Hanes Lake och Tom Thomson Lake. Den fortsätter genom Lake of Bays utflöde Muskoka River som via Moon River når Huronsjön.
I omgivningarna runt Oxtongue River växer i huvudsak blandskog. Runt Oxtongue River är det mycket glesbefolkat, med 4 invånare per kvadratkilometer.  Trakten ingår i den hemiboreala klimatzonen. Årsmedeltemperaturen i trakten är 3 °C. Den varmaste månaden är augusti, då medeltemperaturen är 18 °C, och den kallaste är januari, med −14 °C. Genomsnittlig årsnederbörd är 1 257 millimeter. Den regnigaste månaden är oktober, med i genomsnitt 158 mm nederbörd, och den torraste är mars, med 66 mm nederbörd.